# Ventas de Mallo
Ventas de Mallo fue una localidad española perteneciente al municipio de Los Barrios de Luna, en la provincia de León, comunidad autónoma de Castilla y León. Desapareció bajo las aguas del embalse de Barrios de Luna además de los pueblos de Arévalo, Campo de Luna, Cosera de Luna, La Canela, Lagüelles, Láncara de Luna, Miñera, Oblanca, San Pedro de Luna, Santa Eulalia de las Manzanas y Truva.

## Geografía física
El terreno era de buena calidad y tenía montes de pasto y leña.

### Ubicación
Estaba situado en el descenso de los puertos denominados del Cuartero en las inmediaciones del río Luna.

## Historia
siglo XIX
En el siglo XIX Pascual Madoz en su Diccionario Geográfico lo describe como lugar del ayuntamiento de Barrios de Luna, partido judicial de Murias de Paredes. Pertenecía a la diócesis de Oviedo; audiencia territorial y capitanía general de Valladolid. Tenía 45 casas y una iglesia parroquial llamada de Santa Marta además de una ermita particular. También había escuela de primeras letras, por temporada. Contaba con buenas aguas potables. Sus caminos eran locales. Producía trigo, centeno, patatas, legumbres, lino; había cría de ganado especialmente lanar.
Como industria se fabricaban paños del país llamados de Caldas.
siglo XX
En 1956 se construyó para zonas de regadío del Páramo Leonés y la comarca del río Órbigo el embalse de Barrios de Luna cuyo proyecto databa de 1935-1936 y que provocó la despoblación de 14 pueblos: El Ayuntamiento de Láncara de Luna quedó sumergido junto con los pueblos Arévalo, Campo de Luna, La Canela, Casasola, Cosera de Luna, Lagüelles, Láncara de Luna, Miñera, El Molinón, Oblanca, San Pedro de Luna, Santa Eulalia de las Manzanas, Truva y Ventas de Mallo.